# Porphyra purpurea

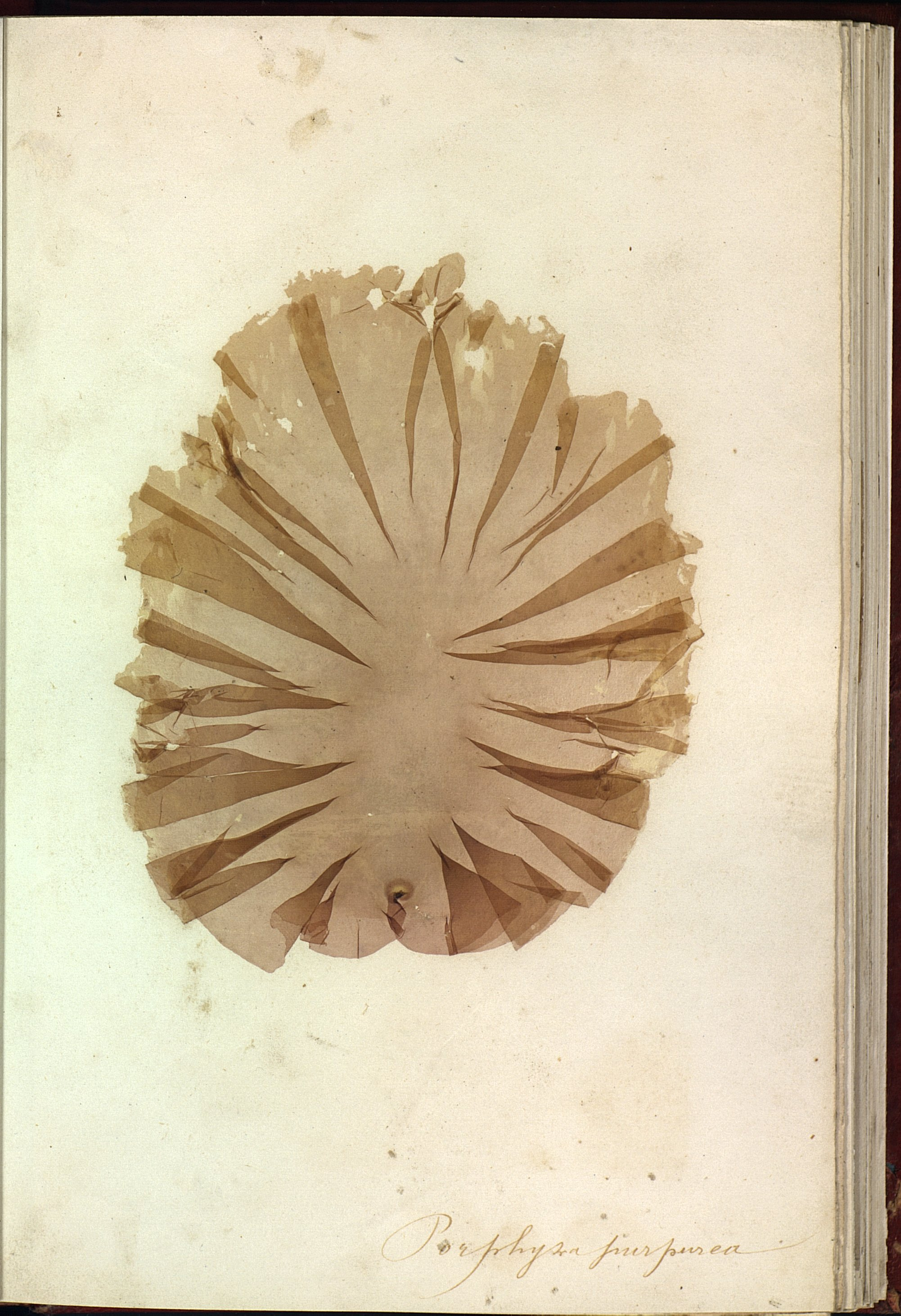
Porphyra purpurea, Herbarbogen von der französischen Atlantikküste

Porphyra purpurea, selten auch „Purpurblatt“ oder „Roter Purpurtang“ genannt, ist eine Art der Purpurtange innerhalb der Rotalgen. Sie ist an den Meeresküsten weit verbreitet und kommt auch in der Nordsee vor. Die Alge wird als Lebensmittel genutzt.

## Beschreibung
Porphyra purpurea besitzt einen blattartig-flachen, zarthäutigen Thallus, der braunrot bis bräunlich gefärbt ist. Die Größe erreicht bis 40 cm Länge (selten bis 100 cm) und 5 bis 20 cm Breite. Die Form des Thalluslappens ist sehr variabel und kann schmal lanzettlich, breit zungenförmig oder oval sein, manchmal auch in mehreren zerteilt. Der Rand ist oft wellig-faltig. Am Untergrund ist der Tang mit einer basalen oder exzentrischen Haftscheibe befestigt.

## Entwicklungszyklus
Porphyra purpurea ist während des ganzen Jahres zu finden, in der Nordsee vor allem von Juli bis Oktober. Der sichtbare Thalluslappen ist der Gametophyt. Die männlichen und weiblichen Gameten werden auf demselben oder auf verschiedenen Exemplaren am Rand des Thallus gebildet (Triözie). Die männlichen Gameten entstehen in gelblich-weißen Bereichen in paketförmigen Spermatangien. Die weiblichen Gameten teilen sich nach der Befruchtung mehrfach und bilden Pakete von Zygotosporen. Diese keimen nach der Freisetzung zu mikroskopisch kleinen, verzweigten Zellfäden aus (Conchocelis-Stadium), welche sich auf und in den Kalkschalen von Muscheln oder Seepocken ansiedeln. An dickeren Seitenästen werden Conchosporen gebildet, aus denen wieder ein flächiger Purpurtang heranwächst.

## Vorkommen
Porphyra purpurea ist an den Meeresküsten der kalt-gemäßigten Zone weit verbreitet: im Nordost-Atlantik von Island bis nach Nord-Frankreich, vor West-Grönland und den Färöer-Inseln, im Mittelmeer sowie im Nordwest- und Nordost-Pazifik. Auch an der Küste von Pakistan und Sri Lanka und vor Australien wurde die Art gefunden.
In der Deutschen Bucht kommt Porphyra purpurea bei Helgoland und im Nord- und Ostfriesischen Wattenmeer vor.
Die Alge wächst auf festem Untergrund in der oberen bis mittleren Gezeitenzone. Sie besiedelt Steine und Felsen oder seltener andere Algen, vor allem Fucus-Arten. Bei Ebbe schmiegen sich ihre dünnen Thalluslappen der Unterlage dicht an und überziehen sie wie eine glänzende Lackschicht.

## Systematik
Die wissenschaftliche Erstbeschreibung erfolgte 1797 durch Albrecht Wilhelm Roth unter dem Namen Ulva purpurea (In: Catalecta botanica, S. 209). Carl Adolph Agardh stellte die Art 1824 in die Gattung Porphyra. Bereits 1788 hatte Roth die Art Ulva purpureoviolacea beschrieben, welche heute als ein Synonym von Porphyra purpurea betrachtet wird. Somit hätte dieser ältere Name nach den Nomenklaturregeln Priorität, aber Ulva purpurea wurde 1999 als „Nomen conservandum“ festgelegt. Zur genauen Abgrenzung der vielgestaltigen Art sind weitere taxonomische Untersuchungen erforderlich.
Als Synonyme gelten Phyllona purpurea (Roth) Wallroth, Porphyra amethystea Kützing, Porphyra purpureo-violacea (Roth) V.Krishnamurthy, Porphyra rediviva J.W.Stiller & J.R.Waaland, Porphyra vulgaris C.Agardh, Ulva purpurea Roth, Ulva purpureoviolacea Roth und Ulva umbilicalis var. purpurea (Roth) Wahlenberg.

## Nutzung
Porphyra purpurea wird vor allem als Nahrungsmittel verwendet. In England und Irland wird sie (ebenso wie verwandte Porphyra-Arten) als „Laver“ bezeichnet. In Japan ist sie als „Asakusa nori“ oder „Hoshinori“ bekannt und dient zur Zubereitung von Sushi und anderen Gerichten. Die Ernte erfolgt aus Wildbeständen oder aus Kulturen: dazu werden Zweige in den Schlamm gesteckt, auf denen sich die Algen reichlich ansiedeln.
Der Extrakt aus Porphyra purpurea wirkt stark antioxidativ.